# Rivne, Teceu
Rivne (în ucraineană Рівне) este un sat în comuna Ciumalovo din raionul Teceu, regiunea Transcarpatia, Ucraina.

## Demografie
Componența lingvistică a localității Rivne
     Ucraineană (99,46%)
     Alte limbi (0,54%)
Conform recensământului din 2001, majoritatea populației localității Rivne era vorbitoare de ucraineană (99,46%), existând în minoritate și vorbitori de alte limbi.